# Exidia truncata
Espèce
Exidia truncata est une espèce de champignons (Fungi) basidiomycètes de la famille des Exidiaceae.

## Synonymes
Synonyme homotypique : 
- Auricularia truncata (Fr.) Fuckel, 1870

Synonymes hétérotypiques : 
- Tremella arborea Huds., 1778
- Tremella atra O.F. Müll., 1782
- Tremella impressa Ehrenb. ex Pers., 1822
- Exidia glandulosa subsp. strigosa P. Karst., 1876
- Exidia grambergii Neuhoff, 1926